# Krokodil-Laternenfisch
Der Krokodil-Laternenfisch (Lampanyctus crocodilus) ist ein Tiefseefisch, der im Nord-Atlantik zwischen 33° und 65° nördlicher Breite und im Mittelmeer vorkommt. 

## Merkmale
Der Krokodil-Laternenfisch wird 17 (Atlantik) oder 20 bis 30 cm (Mittelmeer) lang und ist im Mittelmeer damit die größte Art der Laternenfische. Er hat einen abgerundeten, schuppenlosen Kopf, mit großen Augen, tiefer, endständiger Maulspalte und einen langen, seitlich abgeflachten Körper. Eine Fettflosse ist vorhanden. Vor ihr findet sich ein auffälliger Leuchtfleck. Von anderen Laternenfischarten unterscheidet sich der Krokodil-Laternenfisch vor allem durch das Muster der Leuchtorgane und die kleinen, sich direkt hinter dem Kiemendeckel befindenden Brustflossen.
- Flossenformel: Dorsale (13)-14, Anale 17 (16-18), Pectorale 14 (13-15).
- Kiemenreusenstrahlen: 5 (selten 4) + 1 + 11 (10-12), insgesamt 17 (16-18).
- Leuchtorgane entlang der ventralen Post-Anal-Region (AO): 6 (7) + 8 (7-9), total 14 (13-16).

## Lebensweise
Der Krokodil-Laternenfisch lebt ozeanisch und mesopelagisch, tagsüber in Tiefen von 100 bis 1190 Metern. Zur Nahrungssuche unternehmen die Tiere Vertikalwanderungen und steigen in der Nacht teilweise auf bis zu 45 Meter unter die Wasseroberfläche auf. Krokodil-Laternenfische ernähren sich von Zooplankton. Offenbar laicht die Mittelmeerpopulation im Frühling und Sommer, die Krokodil-Laternenfische im Atlantik im Herbst.